# Demokracija
| potpune demokracije ██ 9,00 – 10,00 ██ 8,00 – 8,99 | manjkave demokracije ██ 7,00 – 7,99 ██ 6,00 – 6,99 | hibridni režimi ██ 5,00 – 5,99 ██ 4,00 – 4,99 | autoritarni režimi ██ 3,00 – 3,99 ██ 2,00 – 2,99 ██ 1,00 – 1,99 ██ 0,00 – 0,99 | nema podataka ██ |

Demokracija (grč. demos, narod + kratos, vlast) označuje pluralistički oblik vlasti u kojemu sve odluke neke države donose, izravno ili neizravno, državljani većinom glasova na izborima, odnosno, većina zastupnika u parlamentu.
Ovo vrijedi za razne sustave upravljanja jer se ti pojmovi mogu vezivati i s drugim vrstama vlasti.
Demokracija ovisi o sudjelovanju i uključenosti stanovnika u politički život države te izlaznosti na izbore i referendume. 
Demokracija je vladavina većine s određenim pravima manjina i poštovanjem prava svakoga građanina.

## Etimologija
Riječ demokracija dolazi od grčke riječi δημοκρατíα (dēmokratía) koja pak dolazi od δῆμος (dêmos), što znači 'narod', i -κρατία (kratía), sufiksa koji nastala od κράτος (krátos), 'sila'. Stoga, doslovno vladavina naroda.

## Razvitak demokracije
Pojam demokracija, ili, točnije, izvorna (starogrčka) inačica te riječi, skovana je u staroj Ateni u 5. stoljeću prije Krista. Atenska se država općenito smatra prvim primjerom sustava koji odgovara nekim današnjim predodžbama o demokratskoj vlasti. Ipak, mnogi ne smatraju staru Atenu demokracijom, s obzirom na to da je samo mali dio pučanstva smio glasovati, dok žene, robovi i stranci nisu imali to pravo. Samo je oko 16 % ukupnog stanovništva imao pravo glasa. Glasovanjem su se u staroj Ateni donosile odluke izravno, umjesto da se biraju zastupnici kao u današnjoj demokraciji.
S vremenom se značenje 'demokracije' promijenilo, a suvremena se definicija jako mijenjala od 18. stoljeća, otkad su se uvodili razni demokratski sustavi u mnogim državama.

## Donošenje demokratskih odluka
Da bi odluke bile demokratske, pored većinskog principa moraju ispuniti i daljnje kriterije: 
- Ravnopravnost: Svatko može glasovati na izborima i sudjelovati i ima samo jedan glas.
- Sloboda: Ne smije biti vršen pritisak. Kako bi se spriječili pritisci, glasuje se tajnim glasovanjem. Također bi trebalo biti dovoljno vremena za donošenje odluke.
- Sloboda informacije: Svi sudionici bi kroz slobodan pristup dostupnim informacijama trebali znati i razumjeti o čemo se odlučuje.
- Sloboda izražavanja: Političkoj odluci treba predhoditi slobodna razmjena mišljenja i stavova.
- Aktivno biračko pravo: Svi gradani imaju pravo kandidirati za bilo kakve kadrovske odluke.
- Alternativa: Pravu odluku se može donijeti samo ako postoji nekoliko alternativa. Kao poseban slučaj moze biti glasanje sa samo jednom alternativom, ako se poštuju drugi kriteriji demokracije.

## Vrste demokratskih sustava
Suvremena demokracija temelji se prije svega na sudjelovanju birača (demosa) u izborima za predstavnike u predstavničkim tijelima (parlament, skupština, razna vijeća) i za dužnosnike koji se mogu neposredno birati. Zato se govori o predstavničkoj demokraciji.
Izabrani predstavnici u suvremenim demokracijama nemaju imperativan mandat tj. nisu obavezni za svaku odluku, u čijem donošenju sudjeluju, tražiti mišljenje svojih birača i glasovati onako, kako im oni odrede. Ako pak predstavnici imaju imperativan mandat, obično se nazivaju delegatima (iako nema potpune jedinstvenosti u korištenju terminoogije). U doba SFRJ, sustav socijalističkog samoupravljanja uključivao je vrlo složeni delegatski sustav. Praksa je pokazala nedostatke tog sustava.
Ako svi punoljetni državljani ili birači (odnosno svi članovi neke organizacije itsl.) izravno sudjeluju u donošenju odluka, onda se govori o izravnoj demokraciji. Osnovno sredstvo izravne demokracije, koje se u mnogim suvremenim demokracijama u manjoj ili većoj mjeri primjenjuje, jest referendum. Na izravnoj demokraciji osobito inzistira anarhizam. U novije vrijeme pojavio se termin Nova demokracija koja zagovara izravnu demokraciju ostvarenu referendumom na internetu.
Sustav u kojem su ustanove predstavničke demokracije u znatnoj mjeri proširene ustanovama izravne demokracije (ali obje i dalje postoje) naziva se participativna demokracija.

### Nesvrhoviti izbori
Postojanje izbora za tijela odlučivanja pa i općeg biračkog prava, samo po sebi nije dovoljan uvjet da bi se neki politički režim nazvao demokratskim u suvremenu smislu riječi.
Izbore su često zlorabili autoritativni real-socijalistički režimi ili diktature kako bi stvorili lažan dojam demokracije. Takve su bile tzv. narodna demokracija (također se koristio termin socijalistička demokracija), sustav koji još uvijek postoji u NR Kini, Sjevernoj Koreji i još nekoliko zemalja. Ograničenje narodna ili socijalistička koristilo se u komunističkim režimima da bi se opravdalo odbacivanje bitnih elemenata tzv. buržoaske demokracije (liberalne demokracije): sloboda govora, sloboda organiziranja političkih stranaka i drugih vrsta organizacija, sloboda kandidiranja itd.
Za to postoji više metoda: 
- ograničenje profila kandidata
- ograničenje stvarne vlasti koju smiju imati izabrani zastupnici ili politike koju smiju voditi dok su na vlasti
- glasovanje koje zapravo nije slobodno ni pošteno (npr. kroz zastrašivanje onih koji žele glasovati za određene kandidate)
- ili, najizravnije, krivotvorenje rezultata izbora

Neki povijesni primjeri iz svijeta su SSSR pod komunističkom partijom prije njegova raspada 1991., Irak pod Sadamom Huseinom i Filipini pod Ferdinandom Marcosom. 

#### U socijalističkoj Jugoslaviji
Kao izraziti primjer formalno demokratskih izbora mogu se navesti izbori za Ustavotvornu skupštinu Jugoslavije neposredno nakon Drugoga svjetskog rata, 1945. godine. Nasuprot komunističkoj listi Narodnog fronta postojala je samo jedna oporbena lista, odnosno kutija bez liste (tzv. ćorava, crna ili prazna kutija). Oporbeni kandidati nisu imali ozbiljne šanse za izbornu kampanju. Komunisti su držali sve poluge vlasti i provodili teror. Glasovalo se ubacivanjem kuglice u jednu od dvije ponuđene kutije, pred pogledom naoružanih komunističkih predstavnika, pri čemu se čuo jasan zvuk po kojem se znalo u koju je kutiju kuglica ispuštena. Kao rezultat, komunisti su dobili više od 90 % glasova.[nedostaje izvor] Svi izabrani nekomunistički kandidati eliminirani su do 1948.
Kasnije u SFRJ, izbori su se (u okviru delegatskog sustava redovno provodili svake četiri godine, uz poštovanje općeg prava glasa (žene su načelno dobile pravo glasa 1945.), ali uz brojna ograničenja kakva su gore spomenuta. 
Kandidatura nije bila slobodna jer su o kandidatima odlučivale komisije u okviru Socijalističkog saveza radnog naroda.
U pravilu, bilo je toliko kandidata koliko i mandata koji se dodjeljuju (zatvorene liste koje su utvrđivale spomenute komisije), tako da su birači mogli samo, eventualno, sve prekrižiti i tako učiniti listić nevažećim.
Nije bilo slobode organiziranja političkih stranaka ni drugih organizacija (udruga) potencijalno političkog značaja.
Nije bilo legalnih mogućnosti za provođenje izborne kampanje u medijima, čak i kada bi za neki mandat bilo više kandidata.
Uz predstavnička tijela, za koja su biračko pravo imali svi građani (ili svi zaposleni, kada je riječ o tzv. vijećima udruženog rada), ustavno osiguranu vodeću ulogu u političkom sustavu imao je Savez komunista. U praksi je bilo vrlo rijetko da neki izabrani delegat ne bude član SK.

#### Slobodni izbori u Hrvatskoj 1990.
Izbori u Hrvatskoj u travnju i svibnju 1990. provedeni su u uobičajenom terminu, četiri godine nakon prethodnih izbora. Birali su se delegati u vijećima općina, društveno-političkim vijećima i vijećima udruženog rada u općinama i u republici.
Međutim, temeljem odluke Kongresa SKH u prosincu 1989., početkom 1990. donesene su zakonske promjene koje su omogućile slobodu kandidiranja (svi kandidati morali su prikupiti određeni broj potpisa podrške), slobodu organiziranja (legalizirane su tzv. alternativne političke organizacije osnovane, izvaninstitucionalno, tijekom 1980-ih, iz kojih potječu neke današnje političke stranke) i mogućnost da se vodi poštena izborna kampanja.
Izbori su nakon tih promjena, po općoj suglanosti, bili u visokoj mjeri slobodni i pošteni. Nakon donošenja novog hrvatskog Ustava (u prosincu 1990.) i osamostaljenja Hrvatske (u listopadu 1991.) donesene su daljnje zakonske promjene kojima su uklonjeni svi elementi staroga sustava pa su izbori 1992. vođeni u okviru novog sustava predstavničke demokracije.

### Liberalna demokracija
Kako se obično koristi, riječ demokracija često znači isto što i liberalna demokracija. Dok je sama demokracija sustav vladavine koji definiraju i legitimiraju izbori, liberalna demokracija može uključivati ustavni liberalizam, gdje se određena kulturno subjektivna prava pojedinca štite od pukog glasa većine; s druge strane, u neliberalnim demokracijama takva ograničenja ne postoje. Ovo su neke osobine mnogih liberalnih demokracija:
- Ustav koji ograničava moć vlade i štiti mnoga građanska prava,
- opće pravo glasa, koje svim punoljetnim državljanima jamči pravo glasa bez obzira na rasu, spol ili imovinsko stanje ako se ispuni minimalni prag starosti (punoljetnost),
- sloboda govora
- sloboda tiska i pristup nedržavnim izvorima informacija,
- sloboda okupljanja,
- sloboda vjeroispovijesti,
- višestranačje
- jednakost pred zakonom i pravo na suđenje prema zakonu,
- pravo na privatno vlasništvo i privatnost,
- obrazovanje koje građane upućuje u njihova prava i obveze,
- tzv. građansko društvo,
- neovisno sudstvo i
- sustav međusobnog nadzora među granama vlasti.

Ova definicija obično ima neke ograde. Odluke koje se donose putem izbora ne donose svi građani nego samo oni koji žele sudjelovati glasovanjem. U mnogim zemljama svijeta potrebno se prijaviti i unijeti u popis birača, a glasovanje ili ne glasovanje ne donosi nikakvu osobnu korist niti kaznu. U nekim zemljama svijeta glasovanje je obvezatno (npr Australija, Argentina, Belgija, i još 19 drugih zemalja) gdje se na ne izlaženje bez valjane isprike plaća novčana kazna. U mnogim zemljama svijeta koje imaju neobezatno glasovanje moguće je imati važeće izbore ako glasuje manje od 50 % biračkog tijela. S neobezatnim glasovanjem moguće je manipulirati s glasačkim tijelom, no isto tako može dovesti do toga da vlade koje nisu popularne u narodu izabere mali dio biračkog tijela. Primjerice, ako je na izbore izišlo 50 % biračkog tijela, a za valjane izbore je potrebno ostvarit 50 %+1 od svih važećih glasova u nekim izborima, tada je moguće da neka vlada bude izabrana s manje od 25 % od cjelokupnog biračkog tijela. Ne izlazak na izbore ne znači da oni koji nisu glasovali podržavaju vladu koja je tako izabrana.
Osim toga, pravo glasa obično nemaju svi državljani tj. stanovnici. Većina demokratskih zemalja daje pravo glasa onima koji su stariji od određene dobi, obično iznad 18. godine. Neke zemlje imaju i druge kategorije ljudi koji ne smiju glasovati (npr. zatvorenici ili bivši zatvorenici). 
Ponekad je sustav vlasti liberalna demokracija, ali službeno se zove drukčije: na primjer, Kanada je kraljevstvo, ali zapravo zemljom vlada demokratski izabran parlament.

### Socijalistička demokracija
Anarhizam i komunizam (kao posljednji stupanj društvenog razvitka prema teoriji marksizma) jesu politička učenja koja teorijski koriste jednu vrstu izravne demokracije, a država postoji samo kao narod.
Međutim, sve države u kojima je vladala komunistička partija postale su diktature i ostale takve dokle god je partija ostala na vlasti. Neki socijalistički teoretičari, kao što je Tony Cliff, tvrde da se to dogodilo zato što zemlje u kojima je komunistička partija došla na vlast nisu imale dovoljno visoku razinu proizvodnih snaga za izdržavanje socijalizma.[nedostaje izvor]

## Kultura demokracije
U zemljama koje nemaju jaku tradiciju demokratske vladavine većine, uvođenje slobodnih izbora rijetko je dovoljno za ostvarivanje prijelaza u demokraciju, sve dok se ne ostvari i šira promjena političke kulture i postupna izgradnja ustanova demokratske vlasti. Ima raznih primjera, kao što su Francuska u doba revolucije ili današnja Uganda, gdje zemlje mogu održati demokraciju samo u ograničenu obliku dok se ne dogode šire kulturne promjene koje omogućuju stvarnu vladavinu većine.
Jedan od ključnih vidova kulture demokracije jest suradnja političke oporbe. Taj je kulturni prijelaz posebno teško ostvariti u zemljama gdje je uobičajena nasilna promjena vlasti (pr. pučevima). Suradnja oporbe u demokraciji označavali bi da se različite strane zalažu za iste osnovne demokratske vrijednosti. Iako se politički suparnici ne slažu, trebaju prihvaćati jedan drugoga i biti svjesni zakonitosti uloge koju imaju protivnici. Temeljna pravila društva moraju poticati snošljivost i uljudnost u javnim raspravama. U takvom društvu gubitnici prihvaćaju odluku glasača na izborima i mirno prenose vlast. Gubitnici su sigurni da neće izgubiti život ni slobodu, nego da će i dalje sudjelovati u javnom životu. Oporba ne mora odobravati politiku vlade, ali mora poštovati temeljnu legitimnost države i samog demokratskog procesa.

## Proporcionalni i većinski sustav
Neki izborni sustavi, kao što su razni oblici proporcionalnih sustava, nastoje osigurati da sve političke skupine (kao i manjinske skupine koje glasuju za male stranke) budu razmjerno zastupljene u zakonodavnim tijelima države, u skladu s udjelom ukupnih glasova, a ne udjelom izbornih jedinica gdje mogu dobiti regionalnu većinu (većinski sustav izbora).
Pitanje odnosa između proporcionalnog i većinskog sustava nije samo teoretsko, s obzirom na to da su oba oblika izbornog sustava raširena u svijetu, a svaki stvara vrlo različitu vrstu vlasti. Jedan od glavnih prijepora je pitanje hoće li biti izabran netko tko izravno zastupa malo područje u državi, ili će se glas brojiti zajedno sa svima ostalima, bez obzira na boravište. Neke zemlje, kao što su Njemačka i Novi Zeland, nastoje imati i većinski i proporcionalni sustav, kako bi imale koristi od oba. 

## Poveznice
- Videokracija
- Kršćanska demokracija
- Socijaldemokracija
- Izravna demokracija
- Demokratizacija
- Demokratski manjak
- Oblik vladavine